# Józef Ryszkiewicz (fils)
Józef Ryszkiewicz (né le 15 mai 1888 à Varsovie et mort en 1942) est un capitaine de cavalerie de l'armée polonaise et un peintre polonais de batailles.